# Morti nel 408
| Questa pagina contiene informazioni ricavate automaticamente dalle voci biografiche con l'ausilio del template Bio e di un bot. L'aggiornamento è periodico e automatico e ricostruisce completamente la pagina. Se manca una persona in questa lista, sei pregato di non aggiungerla, ma accertati piuttosto che la sua voce biografica contenga il template Bio e che i dati anagrafici siano correttamente compilati. Se il template Bio manca, inseriscilo tu stesso o, in alternativa, metti l'avviso {{tmp\|Bio}} che ne segnala la mancanza. Se i dati riportati sono sbagliati, correggi direttamente la voce biografica; le modifiche saranno visibili in questa lista entro pochi giorni. Per chiarimenti vedi il progetto biografie. La lista contiene solo le 9 persone che sono citate nell'enciclopedia e per le quali è stato implementato correttamente il template Bio. Pagina aggiornata al 19 ott 2024. |

- 1º maggio - Arcadio, imperatore romano
- 25 luglio - Olimpia di Nicomedia, santa bizantina (n. 361)
- 13 agosto - Cariobaude, generale romano
- 13 agosto - Limenio, politico romano
- 13 agosto - Macrobio Longiniano, prefetto romano
- Batanario, politico romano
- Eucherio, politico romano
- Serena, nobildonna romana (n. 370)
- Stilicone, militare romano